# Географія Сент-Вінсент і Гренадин
Держава Сент-Вінсент і Гренадини розташована в групі Навітряних островів, на південь від Сент-Люсії, на північ від Тринідаду і Тобаго та на захід від Барбадосу. З заходу омивається водами Карибського моря, зі сходу — Атлантичного океану (загальна протяжність берегової лінії острова Сент-Вінсент — 84 км).
До складу території входять відносно великий острів Сент-Вінсент і близько 30 дрібних островів, які входять до групи Північні Гренадини (Бекія, Мюстік, Пті-Мюстік, Кануан, Пті-Кануан, Балісо, Саван, Юніон, Меро, Палм-Айленд, Пті-Невіс, Іль-ля-Кватре, Піджен-Айленд тощо), а також рифів Тобаго. Загальна площа островів — 389,3 км, з них Сент-Вінсент — 344 км, Гренадини — 45,3 км. На найбільшому острові (Сент-Вінсент) проявляється сучасний вулканізм (вулкан Суфріер, 1234 м).

## Назва
Офіційна назва — Сент-Вінсент і Гренадини (англ. Saint Vincent and the Grenadines). Назва країни походить від назв однойменних островів. Острів Сент-Вінсент був відкритий 22 січня 1498 року Христофором Колумбом і названий ним на честь іспанського Святого Вікентія Сарагоського в день поминання якого ця подія і сталася. Архіпелаг Гренадини названі на честь південноіспанського міста Гранада.

Гідрографічна мережа Сент-Вінсент і Гренадин

## Географічне положення
Сент-Вінсент і Гренадини — північноамериканська острівна країна, що не має сухопутного державного кордону. Острови лежать в групі Навітряних островів Малих Антильських островів. Сент-Вінсент і Гренадини на заході омивається водами Карибського моря, на сході — водами Атлантичного океану. Загальна довжина морського узбережжя 84 км.

Морські кордони країн Карибського регіону

Згідно з Конвенцією Організації Об'єднаних Націй з морського права (UNCLOS) 1982 року, протяжність територіальних вод країни встановлено в 12 морських миль (22,2 км). Прилегла зона, що примикає до територіальних вод, в якій держава може здійснювати контроль необхідний для запобігання порушень митних, фіскальних, імміграційних або санітарних законів простягається на 24 морські милі (44,4 км) від узбережжя (стаття 33). Виключна економічна зона встановлена на відстань 200 морських миль (370,4 км) від узбережжя. Континентальний шельф — 200 морських миль (370,4 км) від узбережжя.

## Столиця
Столицею держави є місто Кінгстаун.

## Час
Час у Сент-Вінсенті і Гренадинах: UTC-4 (-6 годин різниці часу з Києвом).

## Корисні копалини
Надра Сент-Вінсент і Гренадин не багаті на корисні копалини, розвідані запаси і поклади відсутні.

## Рельєф
Острів Сент-Вінсент має вулканічне походження. Узбережжя Сент-Вінсенту утворене неширокою низовиною, причому з навітряного боку воно дуже скелясте, тоді як підвітряний бік утворений величезною кількістю майже плоских піщаних берегів і заток.
Північна третина острова зайнята величезним гірським масивом, утвореним схилами активного вулкана Суфрієр (1234 м). Це один із найдавніших вулканів регіону — його вік визначається орієнтовно в 60 млн років, тільки за нашу еру він вивергався як мінімум уже 160 разів. Останнім часом виверження Суфрієра відбувалися в 1718, 1812, 1902 і 1979. На південь від нього розташований ланцюг з конусів погаслих вулканів, що поступово знижуються. Його схили (круті західні й більш пологі східні) покриті густими вологими тропічними лісами, а численні гірські потоки утворюють складну систему річок і озер (навіть у кратері є невелике вулканічне озеро). Багато річкових потоків були перервані вулканічною діяльністю, тому на схилах часто зустрічаються «сухі річки», русла яких були перегороджені потоками лави.
Центральна частина острова вкрита лісами, утворена вона невисокими вибалками гірських масивів, порізаних глибокими й родючими долинами, багато які з них увінчані конусами бокових жерл Суфрієра, на зразок долини Месопотамія і піку Бономм (970 м), що обмежує її з півночі.

Пляжі острова вкриті чорним вулканічним піском; виняток становлять білі піщані пляжі на південному краї острова. Острови архіпелагу Гренадини невеликі за розміром, вони також мають вулканічне походження. Ця група крихітних скелястих островів і рифів, що тягнуться від головного острова на південь, ледве височить над поверхнею води (максимальна висота групи — 6 м). Найбільший з них — Бекія, має площу всього 18 км², а найменший — безіменний риф між Каріока і Юніоном — усього 1,5 м². Рослинність тут загалом трав'яниста. Багато з островів Гренадин сухі й покриті лише чагарником, і мало з них мають власні джерела прісної води або постійне населення. Часто облямовані кораловими рифами.

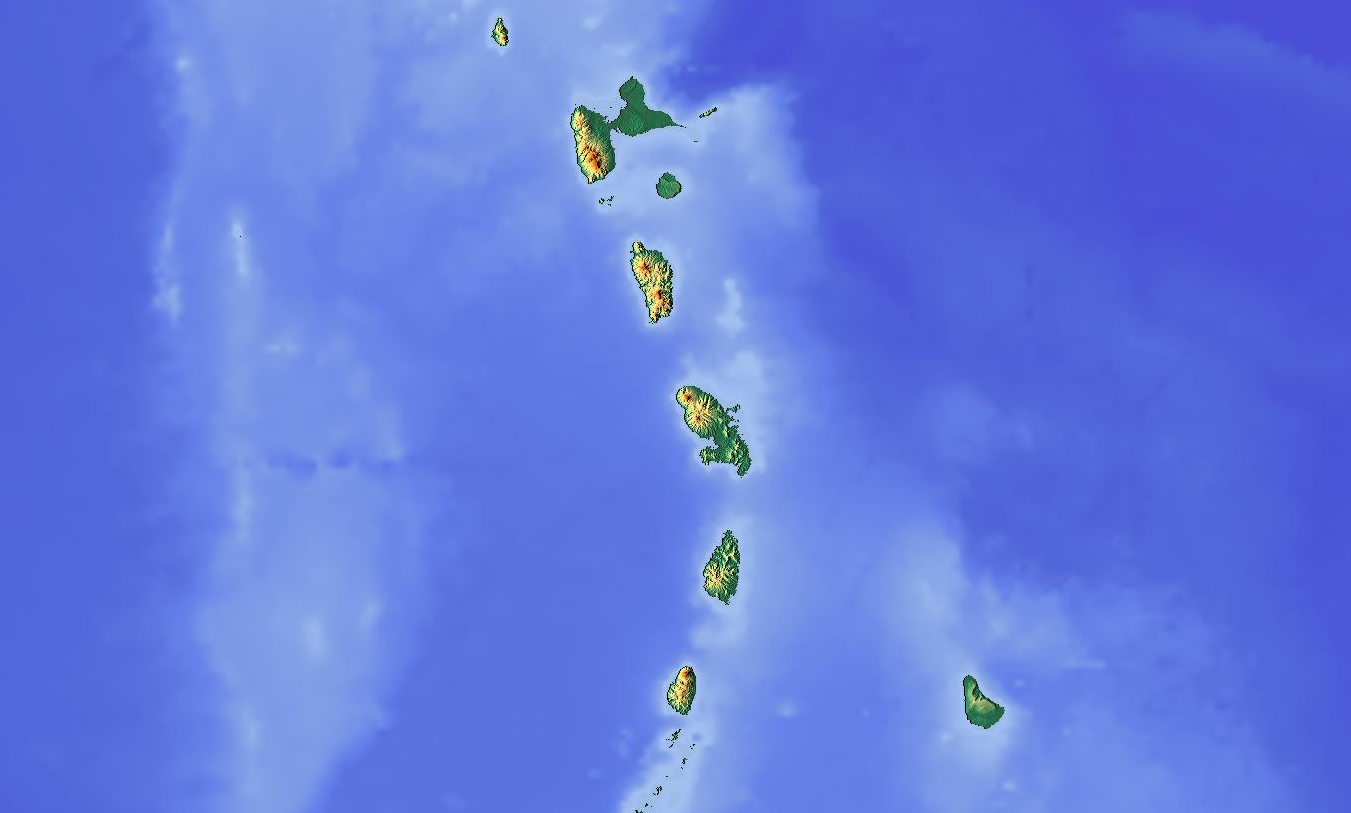
Рельєф Південних Навітряних островів
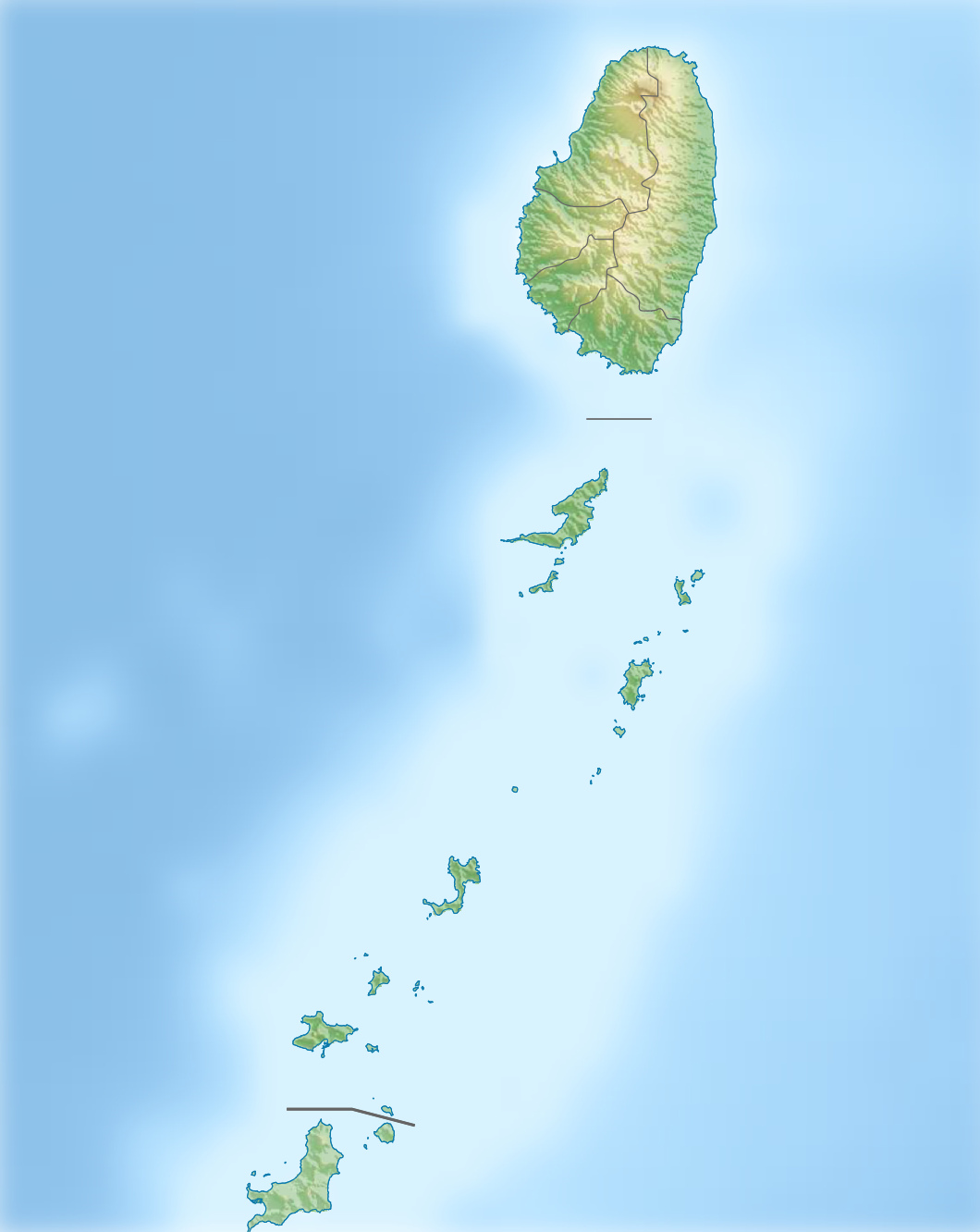
Рельєф Сент-Вінсент і Гренадин
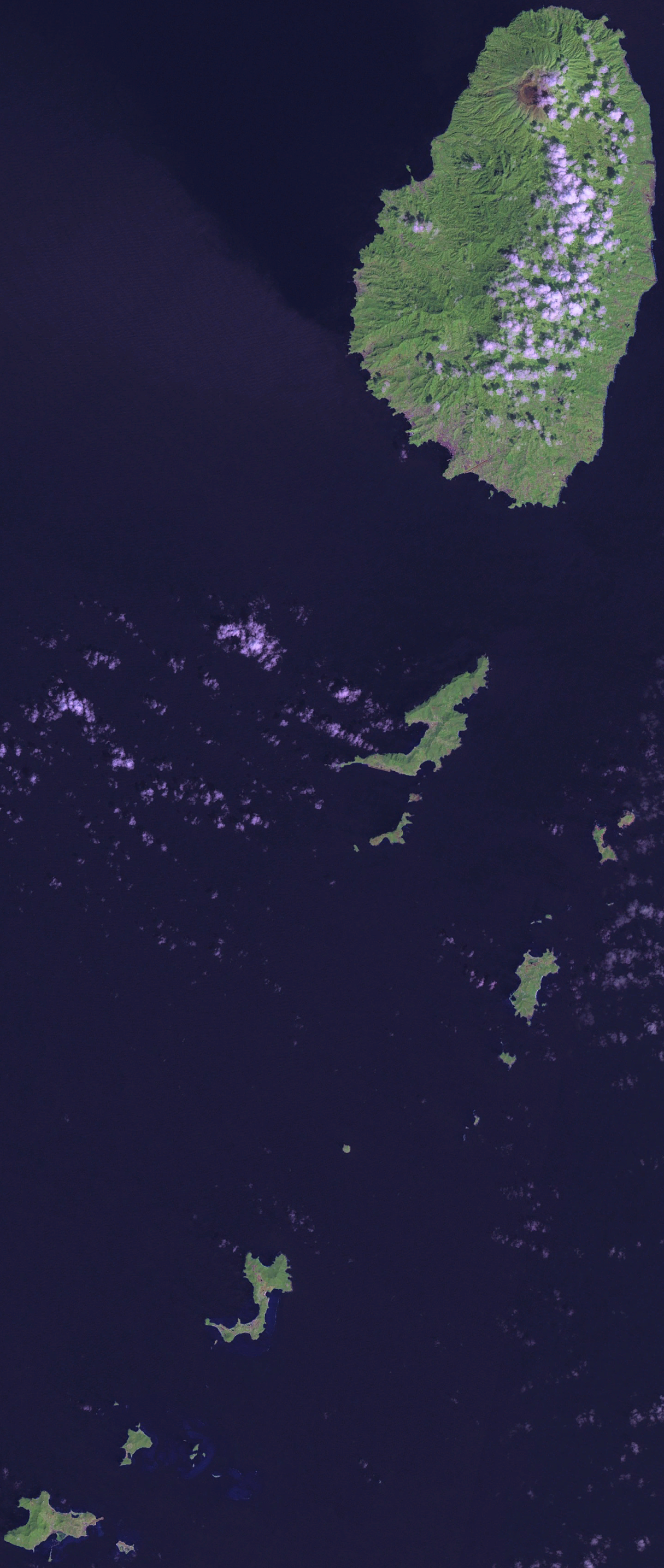
Супутниковий знімок поверхні країни
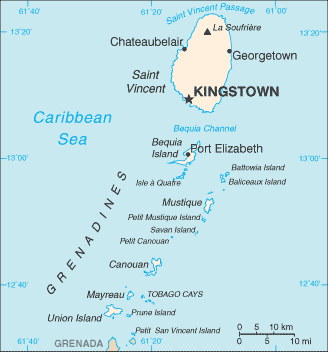
Карта країни (англ.)
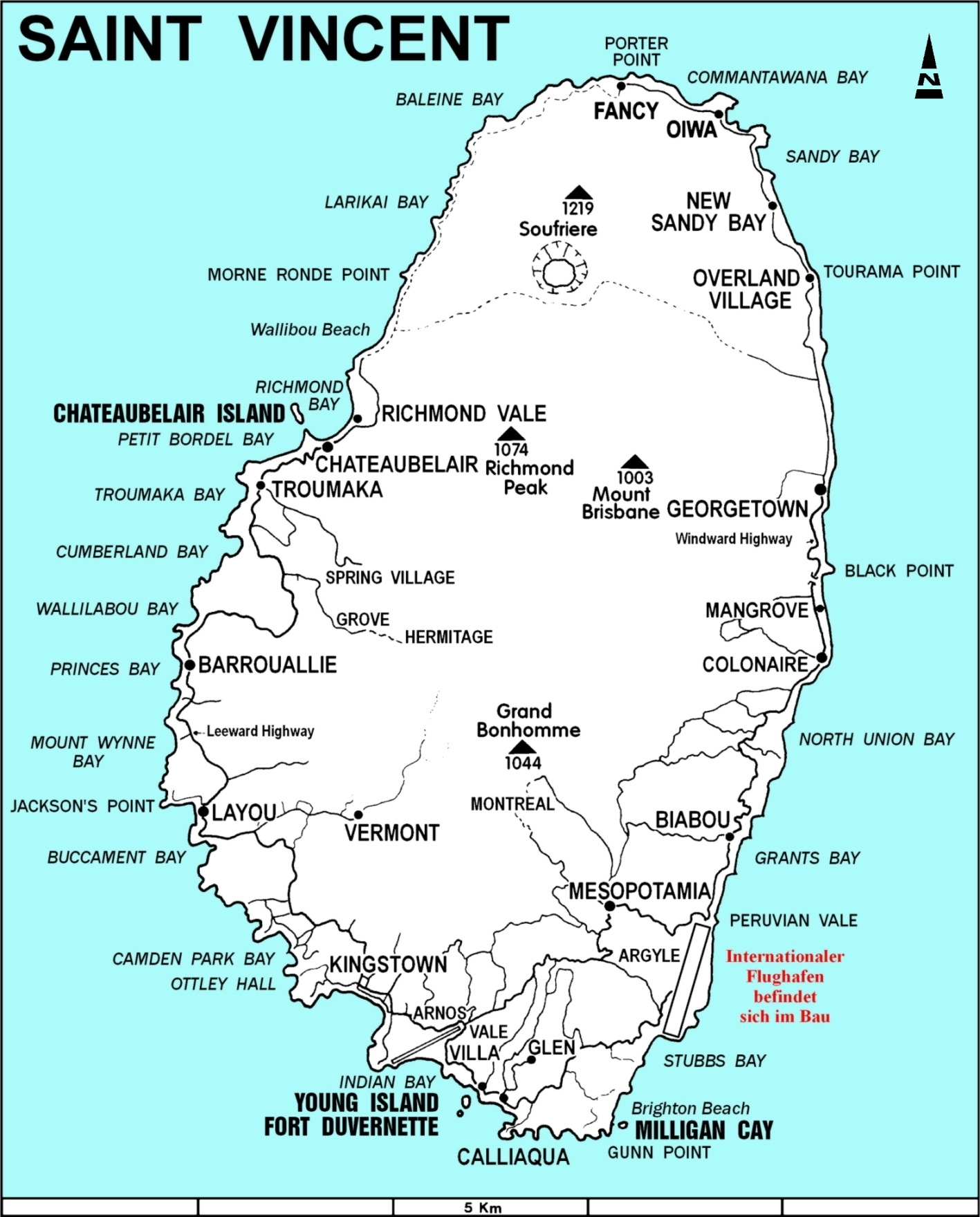
Карта острова Сент-Вінсент (нім.)

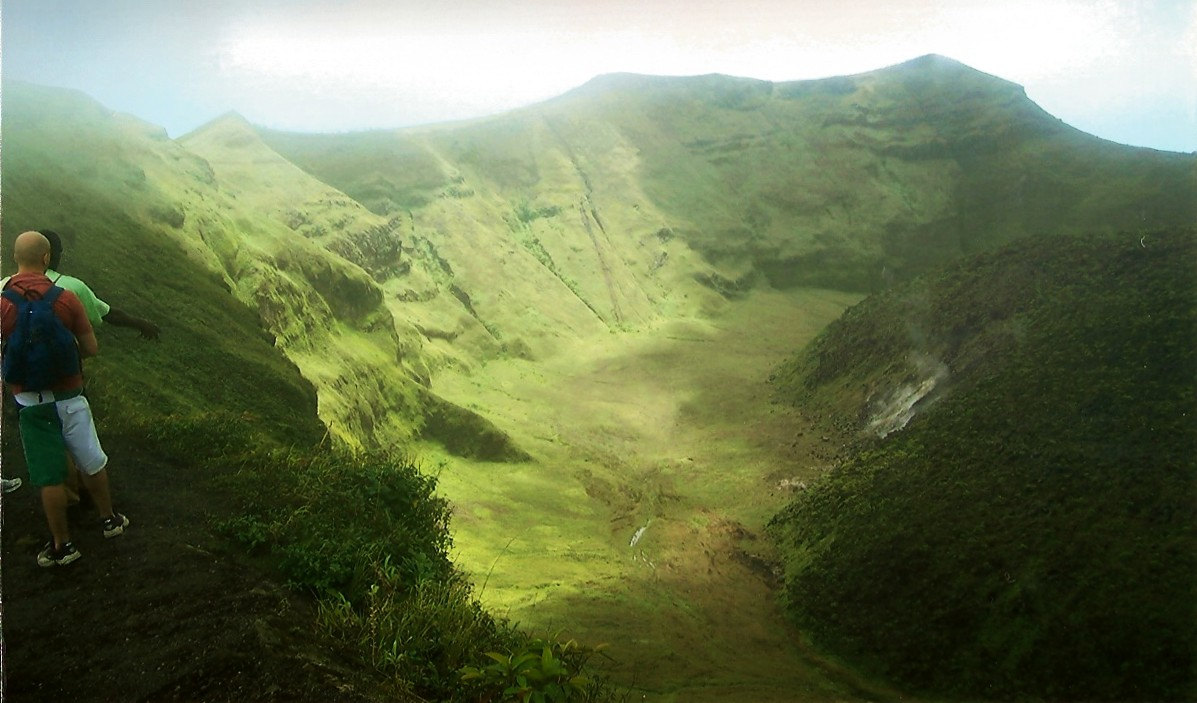
Вулкан Суфрієр
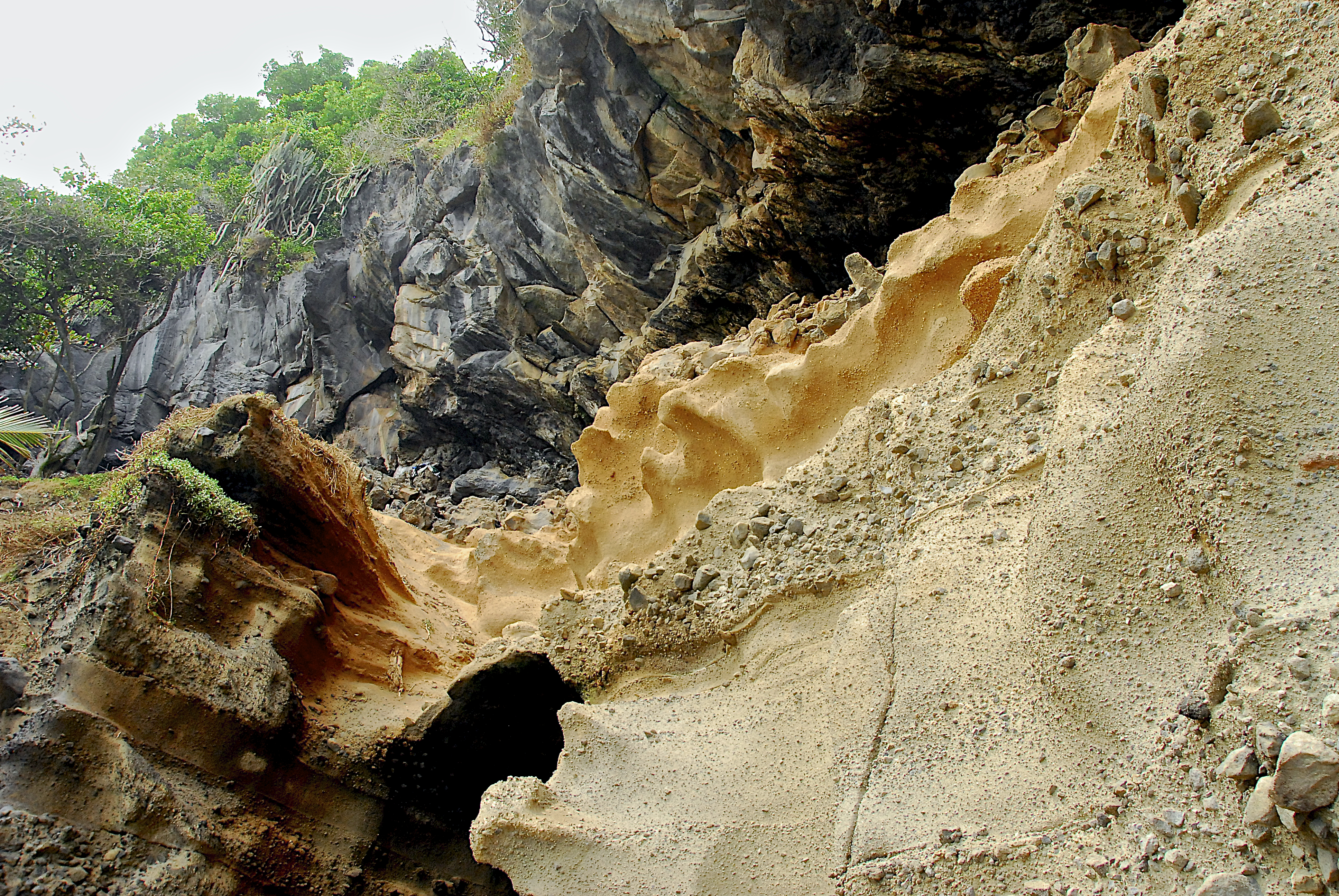
Ерозія

### Узбережжя

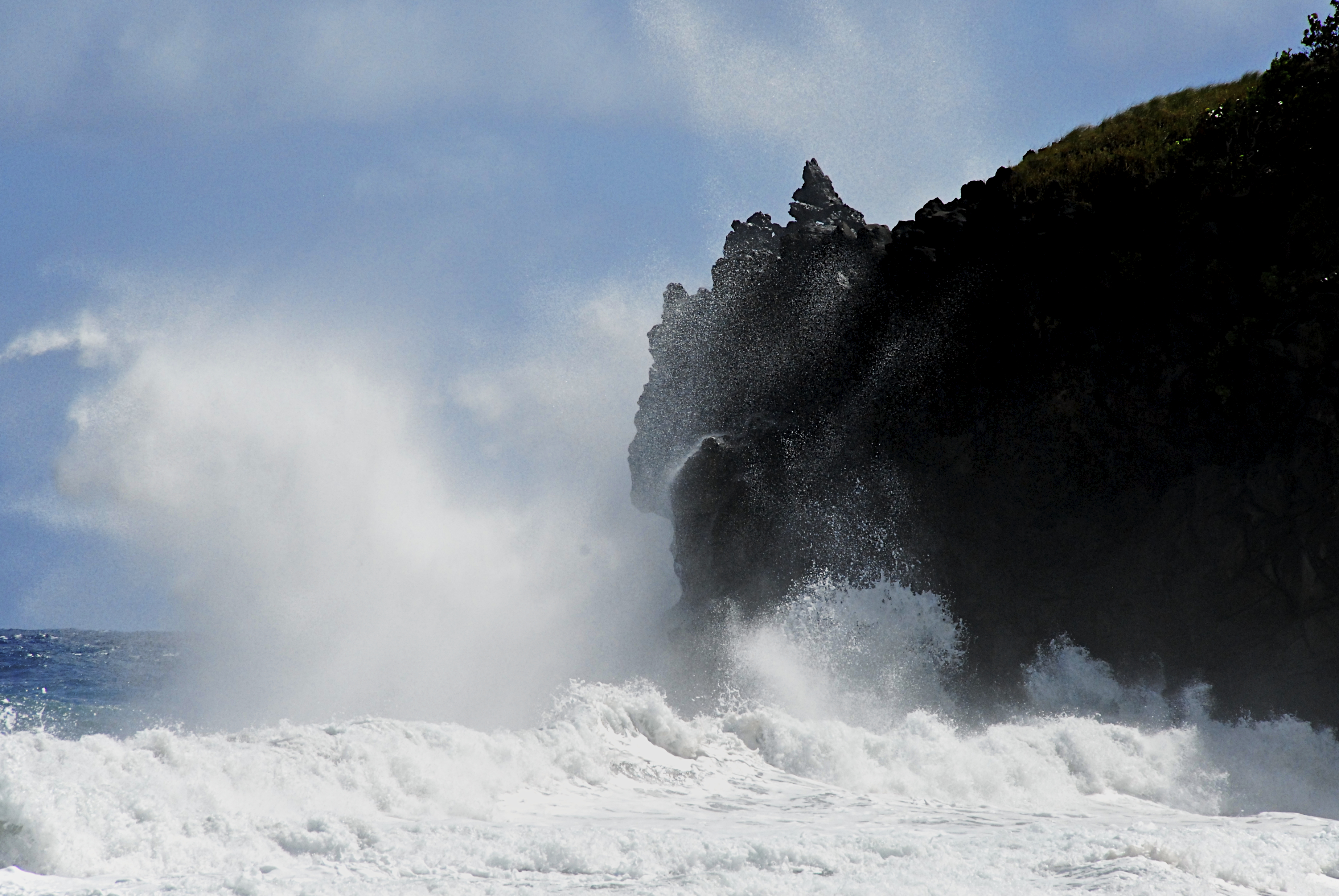
border
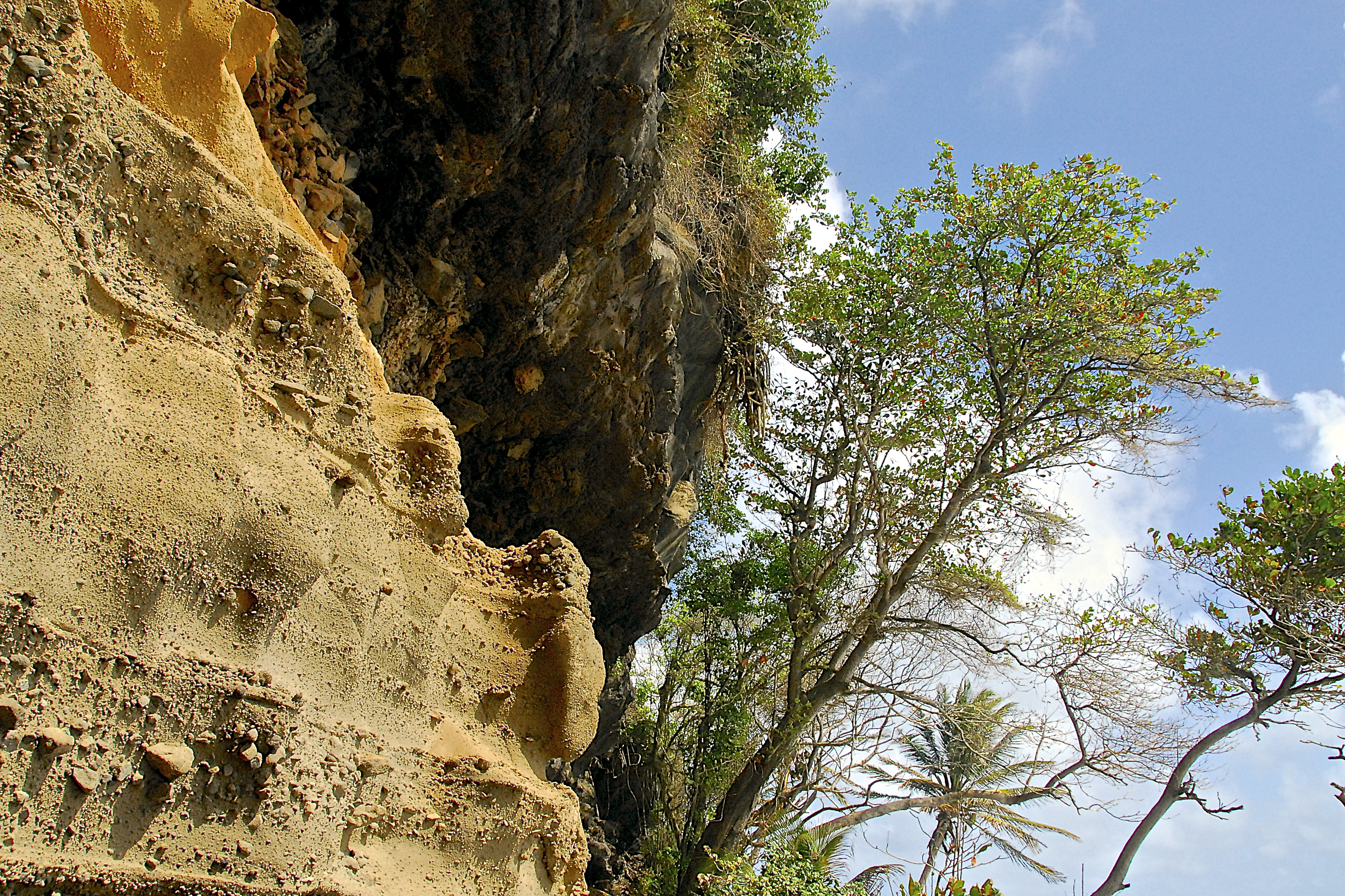
border
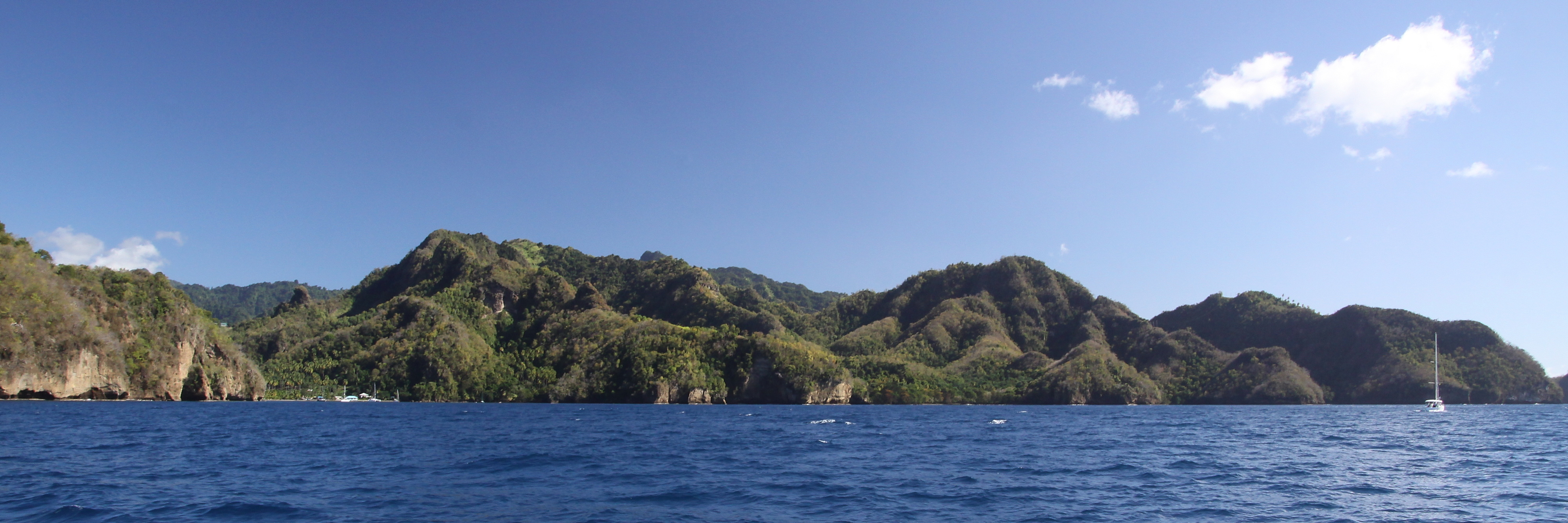
Поблизу Валлілабу
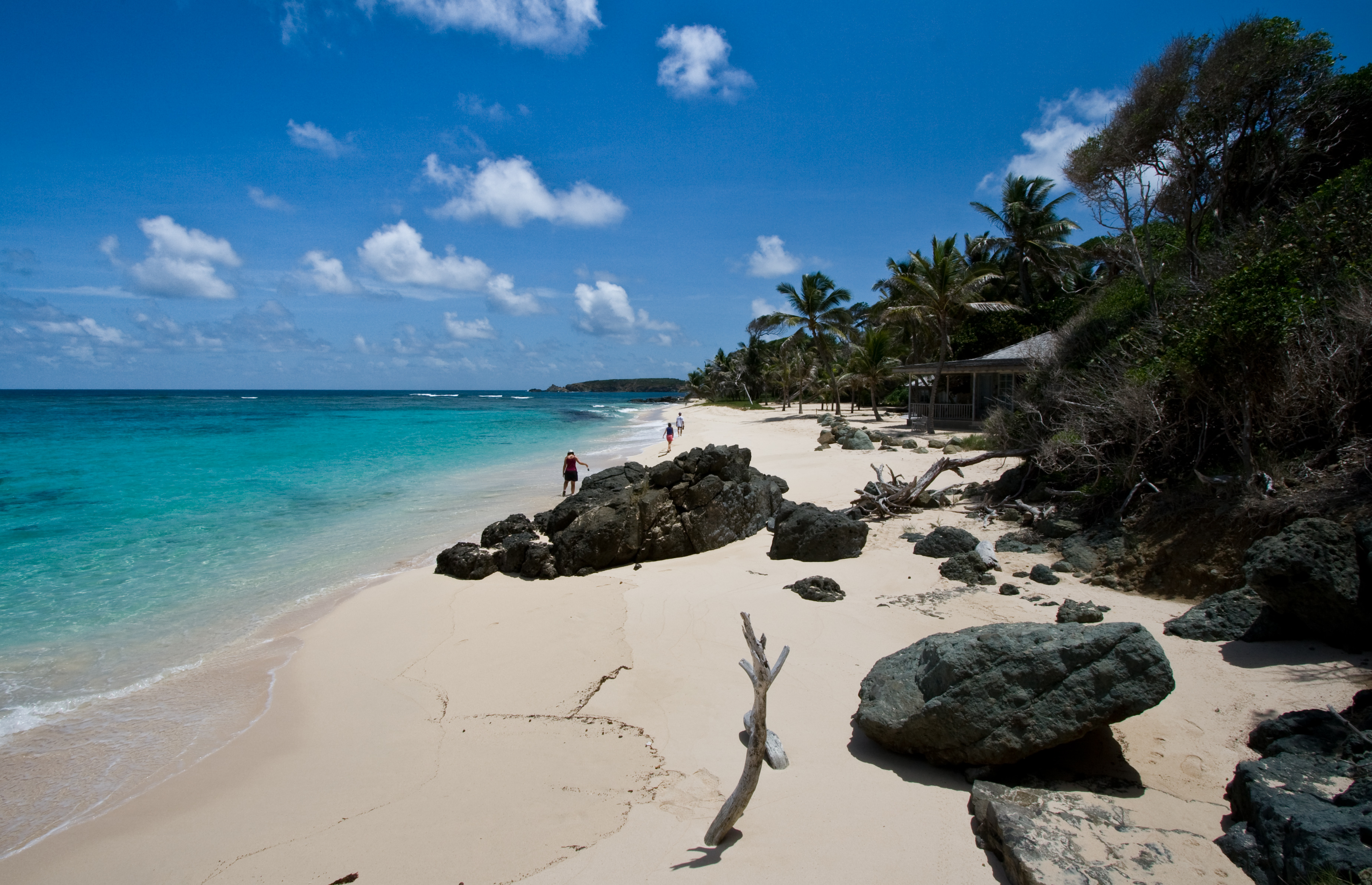
Сімплісіті-Біч, острів Мюстік

### Острови

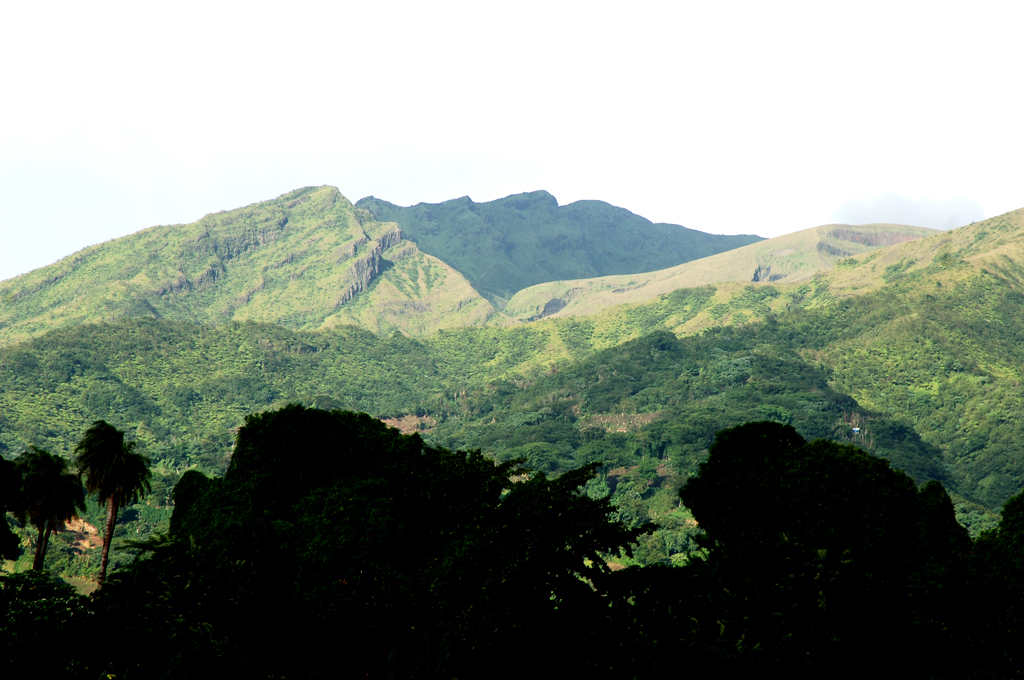
Острів Сент-Вінсент
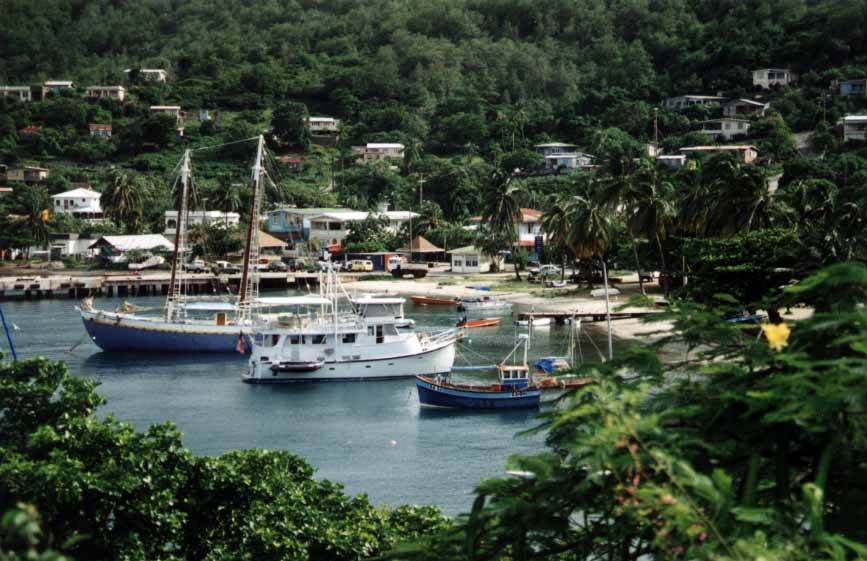
Порт-Елізабет на острові Бекія
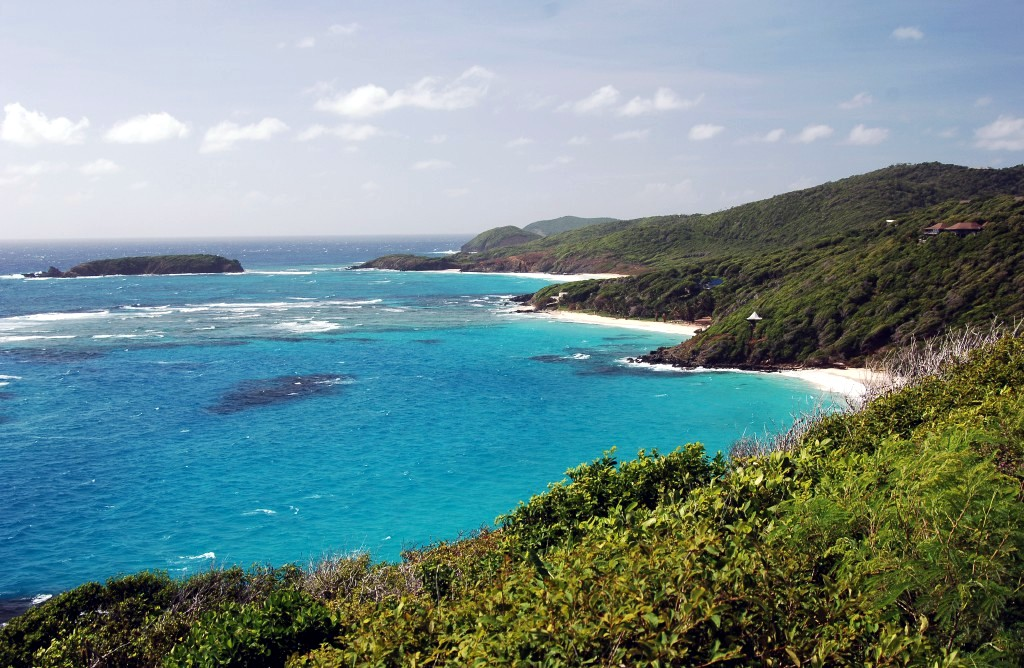
Острів Мюстік
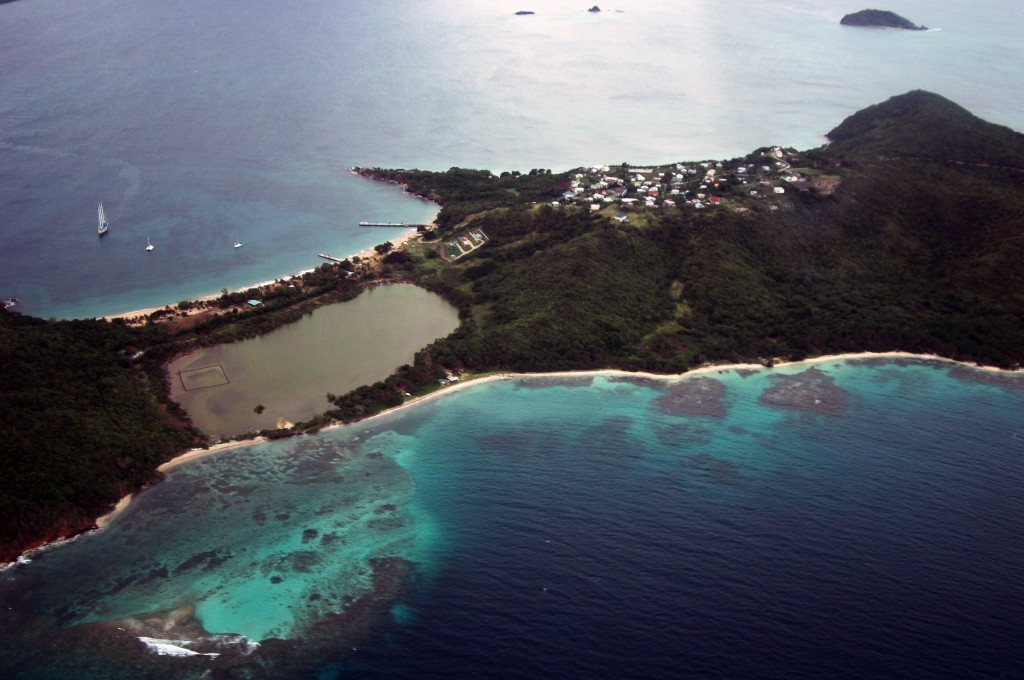
Острів Меро
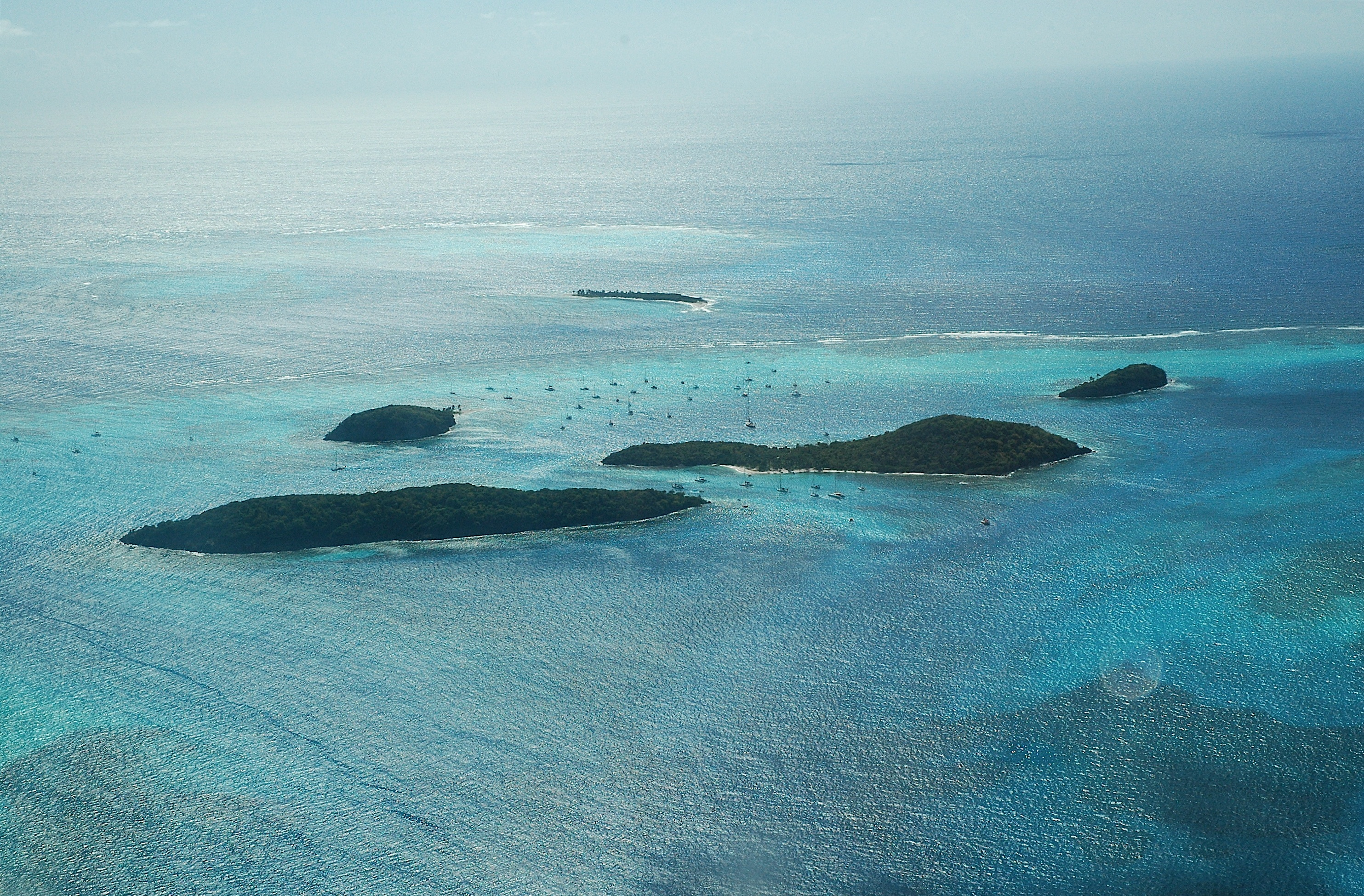
Рифи Тобаго-Кей

## Клімат
Клімат тропічний пасатний, вологий. Середньомісячні температури мало міняються протягом року й коливаються в межах від 24 до 28 °C. Середньорічна кількість опадів від 1500 мм (на південно-східному узбережжі) до 3750 мм (на схилах гір, особливо в північній частині). Найбільша кількість опадів (до 70 %) випадає в період з травня-липня по листопад. Липень — найвологіший місяць року, в цей час дощі йдуть у середньому близько 26 днів. Часто налітають і сильні урагани, 2010 року ураган Томас викликав руйнування і людські жертви на острові Вінсент. Сухий сезон триває з грудня по квітень-червень, а квітень вважається найсухішим місяцем року — не більше шести дощових днів.
Сент-Вінсент і Гренадини є членом Всесвітньої метеорологічної організації (WMO), в країні ведуться систематичні спостереження за погодою.

## Внутрішні води
Станом на 2012 рік в країні налічувалось 10 км² зрошуваних земель.
- Гідрографічна мережа Сент-Вінсент і ГренадинГідрографічна мережа Сент-Вінсент і Гренадин

### Річки
Річки країни належать басейну Атлантичного океану.

## Рослинність

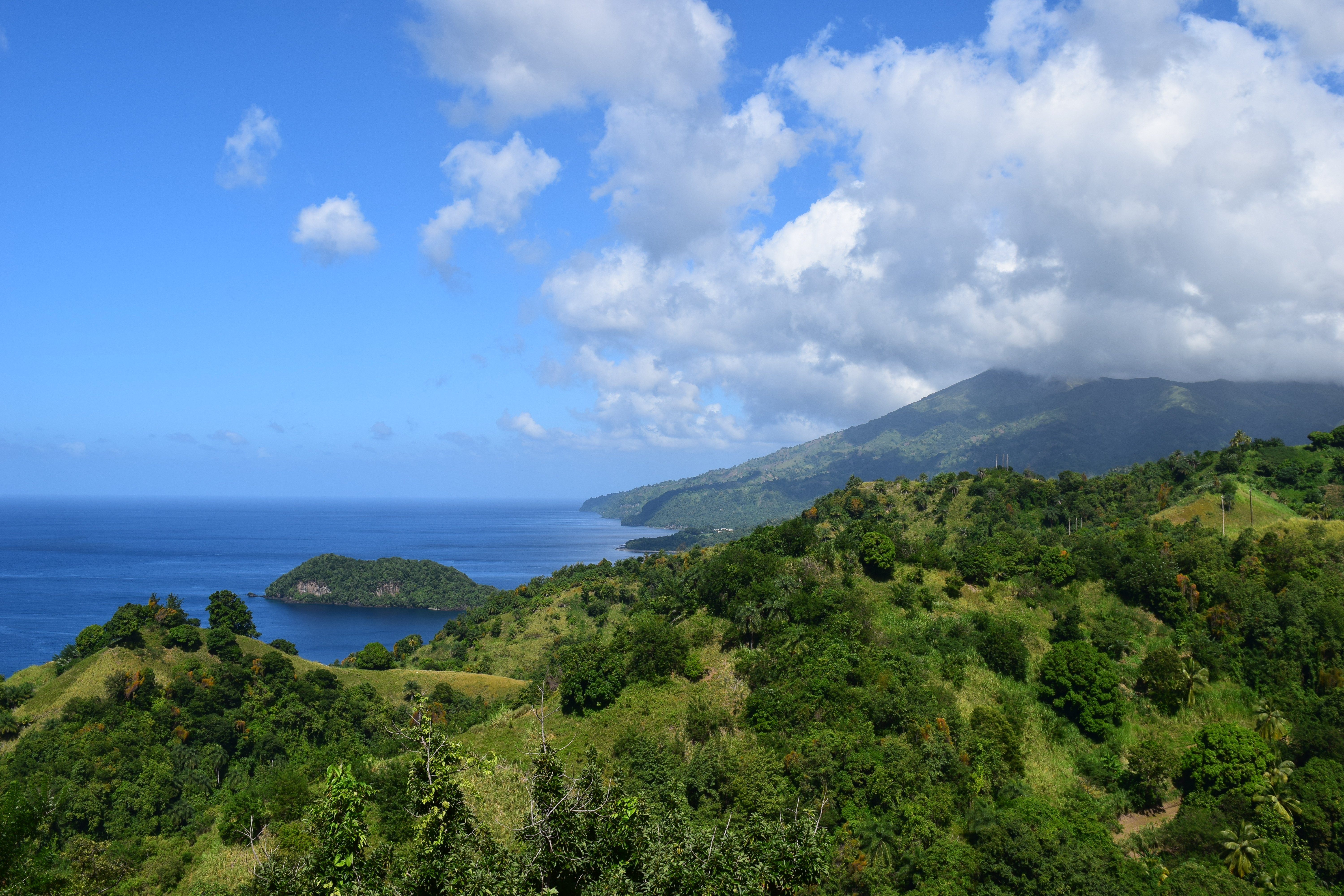
Рослинний покрив Сент-Вінсенту
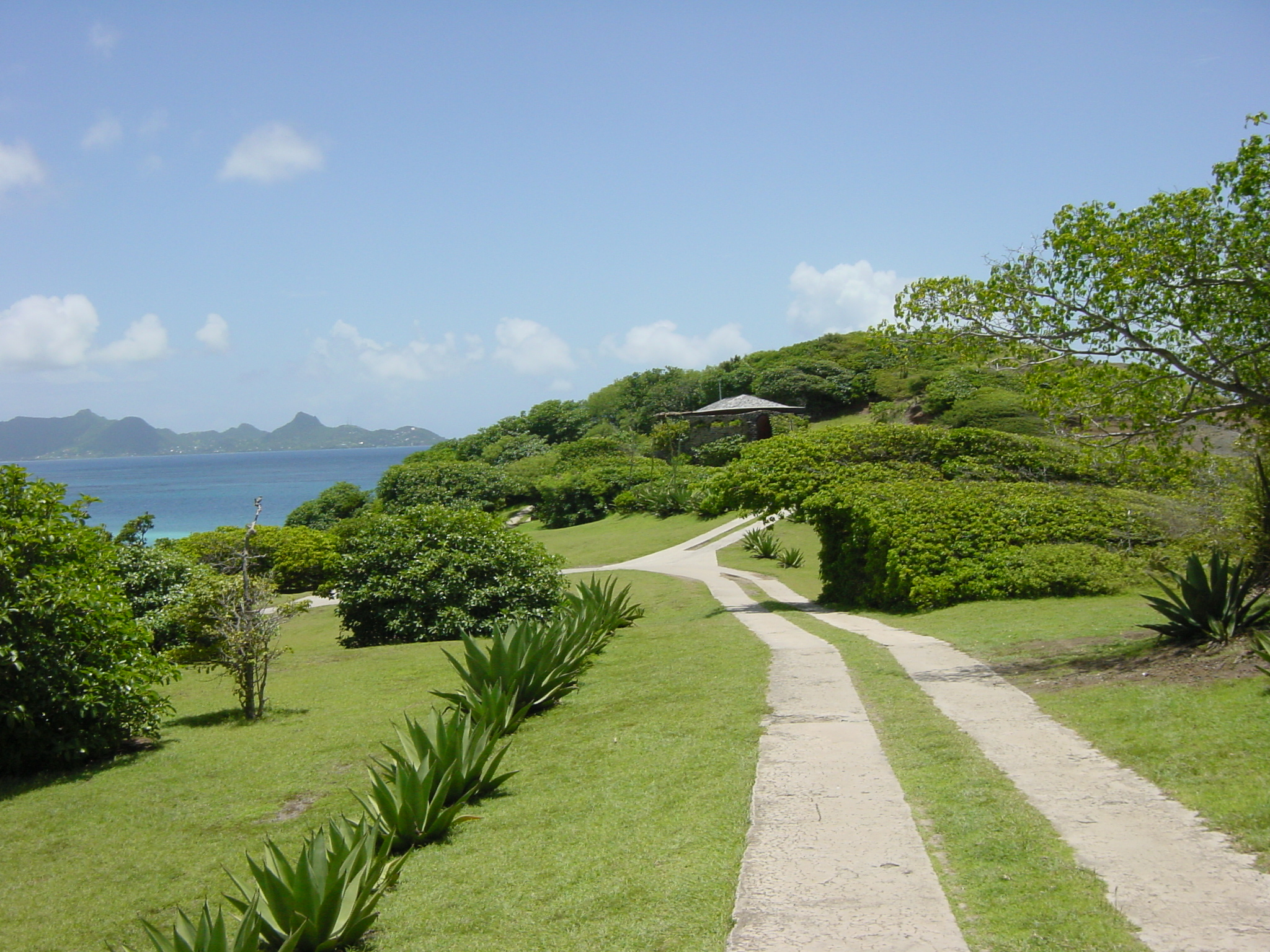
Парки на Гренадинах

Земельні ресурси Сент-Вінсент і Гренадин (оцінка 2011 року):
- придатні для сільськогосподарського обробітку землі — 25,6 %,
  - орні землі — 12,8 %,
  - багаторічні насадження — 7,7 %,
  - землі, що постійно використовуються під пасовища — 5,1 %;
- землі, зайняті лісами і чагарниками — 68,7 %;
- інше — 5,7 %[4].

## Тваринний світ
У зоогеографічному відношенні територія країни відноситься до Антильської підобласті Неотропічної області.

## Охорона природи
Сент-Вінсент і Гренадини є учасником ряду міжнародних угод з охорони навколишнього середовища:
- Конвенції про біологічне різноманіття (CBD),
- Рамкової конвенції ООН про зміну клімату (UNFCCC),
- Кіотського протоколу до Рамкової конвенції,
- Конвенції ООН про боротьбу з опустелюванням (UNCCD),
- Конвенції про міжнародну торгівлю видами дикої фауни і флори, що перебувають під загрозою зникнення (CITES),
- Конвенції про заборону військового впливу на природне середовище (ENMOD),
- Базельської конвенції протидії транскордонному переміщенню небезпечних відходів,
- Конвенції з міжнародного морського права,
- Лондонської конвенції про запобігання забрудненню моря скиданням відходів,
- Монреальського протоколу з охорони озонового шару,
- Міжнародної конвенції запобігання забрудненню з суден (MARPOL),
- Міжнародної конвенції з регулювання китобійного промислу[4].

## Стихійні лиха та екологічні проблеми
На території країни спостерігаються небезпечні природні явища і стихійні лиха: урагани; активний вулканізм, вулкан Суфрієр на острові Сент-Вінсент.
Серед екологічних проблем варто відзначити:
- забруднення вод навколо острова сміттям з яхт і туристичних суден, у деяких місцях заборонено плавати.

## Фізико-географічне районування
У фізико-географічному відношенні територію Сент-Вінсент і Гренадин можна розділити на _ райони, що відрізняються один від одного рельєфом, кліматом, рослинним покривом.

### Українською
- Атлас світу / голов. ред. І. С. Руденко ; зав. ред. В. В. Радченко ; відп. ред. О. В. Вакуленко. — К. : ДНВП «Картографія», 2005. — 336 с. — ISBN 9666315467.
- Атлас. 7 клас. Географія материків і океанів / Укладачі О. Я. Скуратович, Н. І. Чанцева. — К. : ДНВП «Картографія», 2014.
- Бєлозоров С. Т. Географія материків. — К. : Вища школа, 1971. — 371 с.
- Барановська О. В. Фізична географія материків і океанів : навч. посіб. для студентів ВНЗ : [у 2 ч.]. — Н. : Ніжинський державний університет ім. Миколи Гоголя, 2013. — 306 с. — ISBN 978-617-527-106-3.
- Сент-Вінсент і Гренадини // Гірничий енциклопедичний словник : [у 3-х тт.] / за ред. В. С. Білецького. — Д. : Східний видавничий дім, 2004. — Т. 3. — 752 с. — ISBN 966-7804-78-X.
- Дубович І. А. Країнознавчий словник-довідник. — 5-те вид., перероб. і доп. — К. : Знання, 2008. — 839 с. — ISBN 978-966-346-330-8.
- Економічна і соціальна географія країн світу. Навчальний посібник / За ред. Кузика С. П. — Л. : Світ, 2002. — 672 с. — ISBN 966-603-178-7.
- Панасенко Б. Д. Фізична географія материків : навч. посіб. : в 2 ч. — В. : ЕкоБізнесЦентр, 1999. — 200 с.
- Юрківський В. М. Регіональна економічна і соціальна географія. Зарубіжні країни: Підручник. — 2-ге. — К. : Либідь, 2001. — 416 с. — ISBN 966-06-0092-5.

### Англійською
- (англ.) Graham Bateman. The Encyclopedia of World Geography. — Andromeda, 2002. — 288 с. — ISBN 1871869587.
- (англ.) Donovan, Steven K.; Jackson, Trevor A. (1994). Caribbean Geology: An Introduction. University of West Indies. с. 289. ISBN 9764100333.

### Російською
- (рос.) Сент-Винсент и Гренадины // Латинская Америка. Энциклопедический справочник [в 2-х тт.] / Главный редактор В. В. Вольский. — М. : Советская энциклопедия, 1982. — Т. 2. К-Я. — 656 с.
- (рос.) Авакян А. Б., Салтанкин В. П., Шарапов В. А. Водохранилища. — М. : Мысль, 1987. — 326 с. — (Природа мира)
- (рос.) Алисов Б. П., Берлин И. А., Михель В. М. Курс климатологии [в 3-х тт.] / под. ред. Е. С. Рубинштейн. — Л. : Гидрометеоиздат, 1954. — Т. 3. Климаты земного шара. — 320 с.
- (рос.) Апродов В. А. Вулканы. — М. : Мысль, 1982. — 368 с. — (Природа мира)
- (рос.) Апродов В. А. Зоны землетрясений. — М. : Мысль, 2010. — 462 с. — (Природа мира) — ISBN 978-5-244-01122-7.
- (рос.) Букштынов А. Д., Грошев Б. И., Крылов Г. В. Леса. — М. : Мысль, 1981. — 316 с. — (Природа мира)
- (рос.) Власова Т. В. Физическая география материков. С прилегающими частями океанов. Евразия, Северная Америка. — 4-е, перераб. — М. : Просвещение, 1986. — 417 с.
- (рос.) Гвоздецкий Н. А. Карст. — М. : Мысль, 1981. — 214 с. — (Природа мира)
- (рос.) Гвоздецкий Н. А., Голубчиков Ю. Н. Горы. — М. : Мысль, 1987. — 400 с. — (Природа мира)
- (рос.) Географический энциклопедический словарь: географические названия / под. ред. А. Ф. Трёшникова. — 2-е изд., доп. — М. : Советская энциклопедия, 1989. — 585 с. — ISBN 5-85270-057-6.
- (рос.) Дорст Ж. Центральная и Южная Америка. — М. : Прогресс, 1977. — 318 с. — (Континенты, на которых мы живем)
- (рос.) Исаченко А. Г., Шляпников А. А. Ландшафты. — М. : Мысль, 1989. — 504 с. — (Природа мира) — ISBN 5-244-00177-9.
- (рос.) Каплин П. А., Леонтьев О. К., Лукьянова С. А., Никифоров Л. Г. Берега. — М. : Мысль, 1991. — 480 с. — (Природа мира) — ISBN 5-244-00449-2.
- (рос.) Словарь современных географических названий / под общей редакцией акад. В. М. Котлякова. — Екатеринбург : У-Фактория, 2006.
- (рос.) Литвин В. М., Лымарев В. И. Острова. — М. : Мысль, 2010. — 288 с. — (Природа мира) — ISBN 978-5-244-01129-6.
- (рос.) Лобова Е. В., Хабаров А. В. Почвы. — М. : Мысль, 1983. — 304 с. — (Природа мира)
- (рос.) Максаковский В. П. Географическая картина мира. Книга I: Общая характеристика мира. — М. : Дрофа, 2008. — 495 с. — ISBN 978-5-358-05275-8.
- (рос.) Максаковский В. П. Географическая картина мира. Книга II: Региональная характеристика мира. — М. : Дрофа, 2009. — 480 с. — ISBN 978-5-358-06280-1.
- (рос.) Сент-Винсент и Гренадины // Поспелов Е. М. Топонимический словарь. — М. : АСТ, 2005. — 229 с. — ISBN 5-17-016407-6.
- (рос.) География / под ред. проф. А. П. Горкина. — М. : Росмэн-Пресс, 2006. — 624 с. — (Современная иллюстрированная энциклопедия) — ISBN 5-353-02443-5.
- (рос.) Физико-географический атлас мира. — М. : Академия наук СССР и ГУГК СССР, 1964. — 298 с.
- (рос.) Энциклопедия стран мира / глав. ред. Н. А. Симония. — М. : НПО «Экономика» РАН, отделение общественных наук, 2004. — 1319 с. — ISBN 5-282-02318-0.